# Podjales
Podjales es una localidad de Croacia en el municipio de Gradec, condado de Zagreb.

## Geografía
Se encuentra a una altitud de 147 m s. n. m. a 53,8 km de la capital nacional, Zagreb.

## Demografía
En el censo 2011, el total de población de la localidad fue de 210 habitantes.
Según estimación 2013 contaba con una población de 205 habitantes.